# Château de la Trave
Le château de la Trave est situé sur la commune de française de Préchac dans le département de la Gironde, en région Nouvelle-Aquitaine.

## Localisation
Le château se dresse sur les hauteurs de la rive gauche des gorges du Ciron, proche d'un pont l'enjambant, sur la commune de Préchac, dans le département français de la Gironde.

## Historique
Le château est bâti au début du XIVe siècle par Arnaud-Bernard de Preyssac. Les origines de sa ruine restent floues : il aurait été détruit en 1456 sur ordre de Charles VII à la suite de l'arrestation de son propriétaire, Pierre de Montferrand, rallié aux Anglais lors de la guerre de Cent Ans. Le château a aussi pu être ravagé durant les guerres de Religion au XVIIe siècle.

## Description
Le château bâti sur un plan allongé de 40 m parallèlement au cours d'eau, encadrée par des tours carrées, est précédé au nord-ouest par une basse-cour qui en double sa superficie. Côté plateau, l'ensemble est ceint d'un fossé, qui se retourne sur 25 m de long de part et d'autre des petits côtés, joignant le précipice naturel, isolant totalement la place. Son donjon a disparu.
Son enceinte rectangulaire, protégée par des fossés, disposait à chaque angle d’une tour carrée. En son centre s'élevait le donjon dont il ne reste aujourd'hui qu'un seul mur. Son accès est libre et gratuit

## Protection aux monuments historiques
Les vestiges du château font l'objet d'une inscription au titre des monuments historiques par arrêté du 22 décembre 1987.